# Condado de Mason (Michigan)
O Condado de Mason é um dos 88 condados do estado americano de Michigan. A sede do condado é Ludington, e sua maior cidade é Ludington.
O condado possui uma área de 3216 km² (dos quais 1934 km² estão cobertos por água), uma população de 28 274 habitantes, e uma densidade populacional de 22 hab/km² (segundo o censo nacional de 2000).